# Мокоро
Мокоро або макоро (сетсв. Makoro, МФА: [mʊˈkɔrɔ], множина: мекоро) — традиційне каное-довбанка, що використовується місцевим населенням в розлогій дельті Окаванго та на річці Квандо в Ботсвані.

## Опис

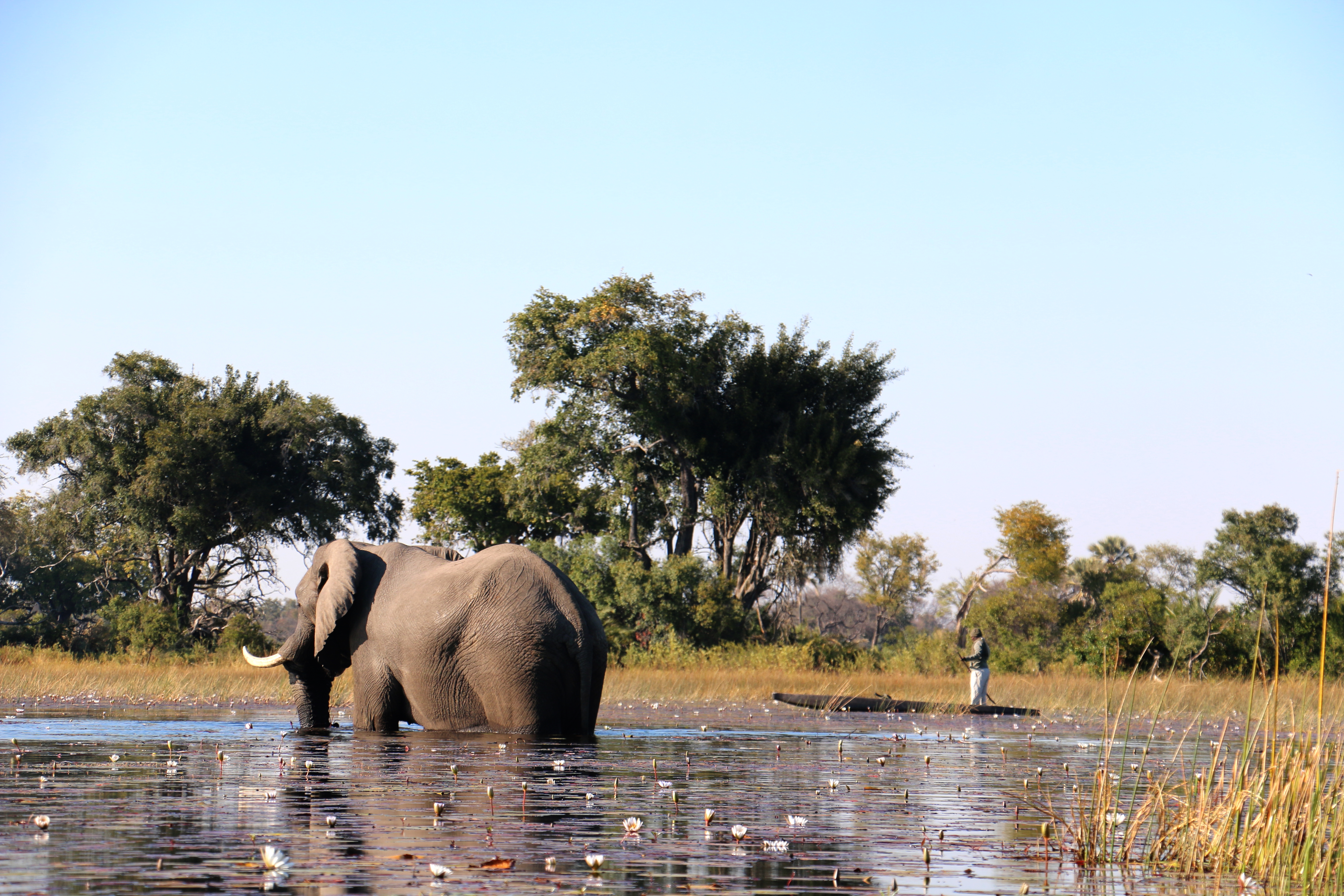
Мокоро в дельті Окаванго

Мокоро використовується на мілководді найбільшої в світі дельти внутрішнього стоку і приводиться в рух довгою жердиною «нгаші» (ngashi), якою стерновий, що стоїть на кормі відштовхується від дна. Середня довжина мокоро складає 5-6 метрів. Каное виготовляють шляхом видовбування і обтісування рівного стовбура великого дерева таких порід, як африканське Ебенове дерево (Diospyros mespiliformis), Ковбасне дерево (Kigelia africana) або Мангустін (Garcinia mangostana). Довгі нгаші виготовляють з Індійського мигдалю (Terminalia catappa). Однак сучасні мокоро все частіше виготовляються зі склопластику, однією з переваг чого є збереження значної кількості великих дорослих дерев, що традиційно йшли на виготовлення човнів.
Сафарі «Мокоро» — популярний спосіб відвідування туристами дельти та річки, більша частина якої розташована в національних парках, проте ці човни все ще залишаються практично єдиним засобом пересування по болотистій місцині і для місцевих жителів.
Човни мокоро дуже вразливі до нападу бегемотів, які в великій кількості мешкають в болотистій дельті Окаванго і можуть легко їх перекинути або навіть перекусити.

## Галерея

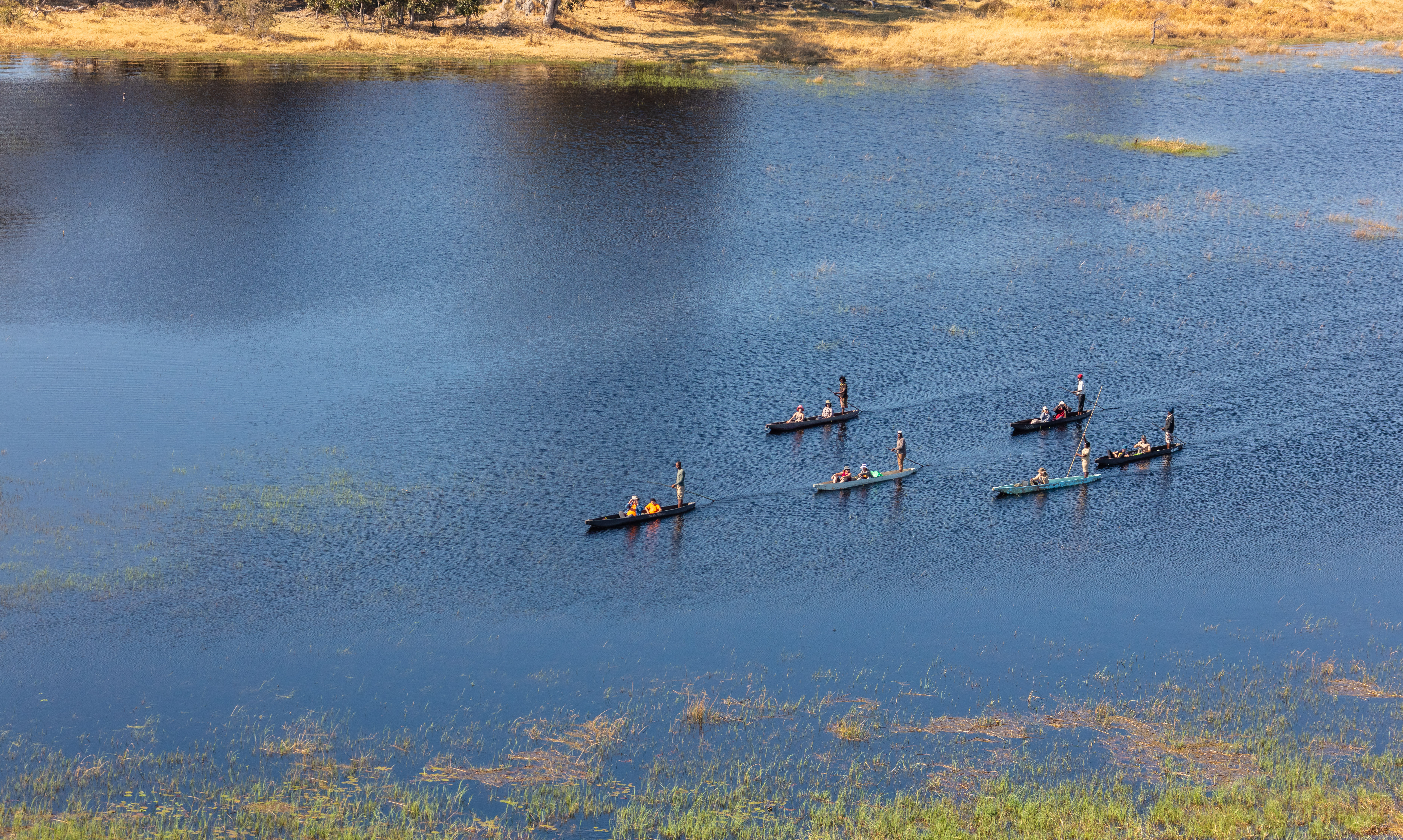
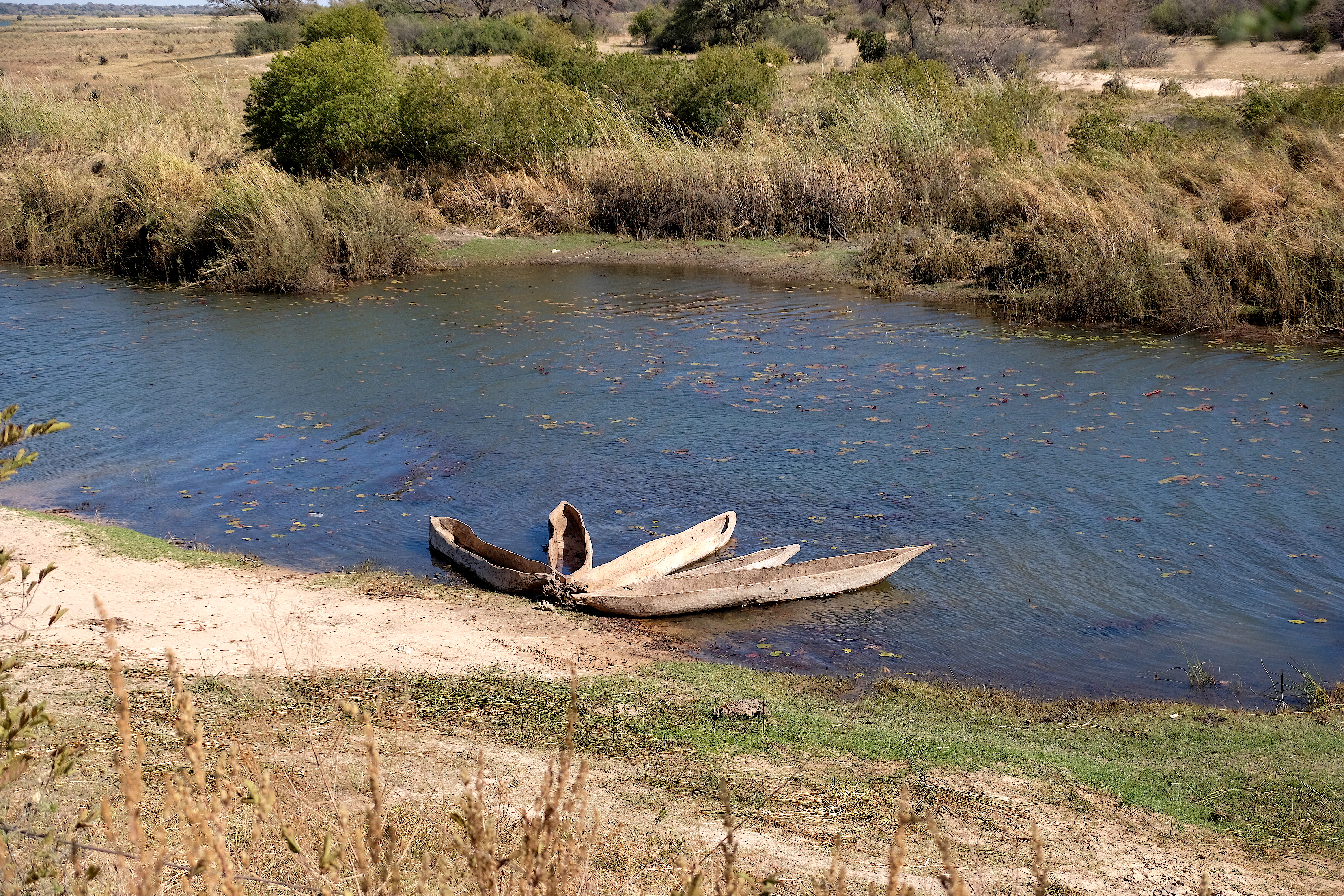
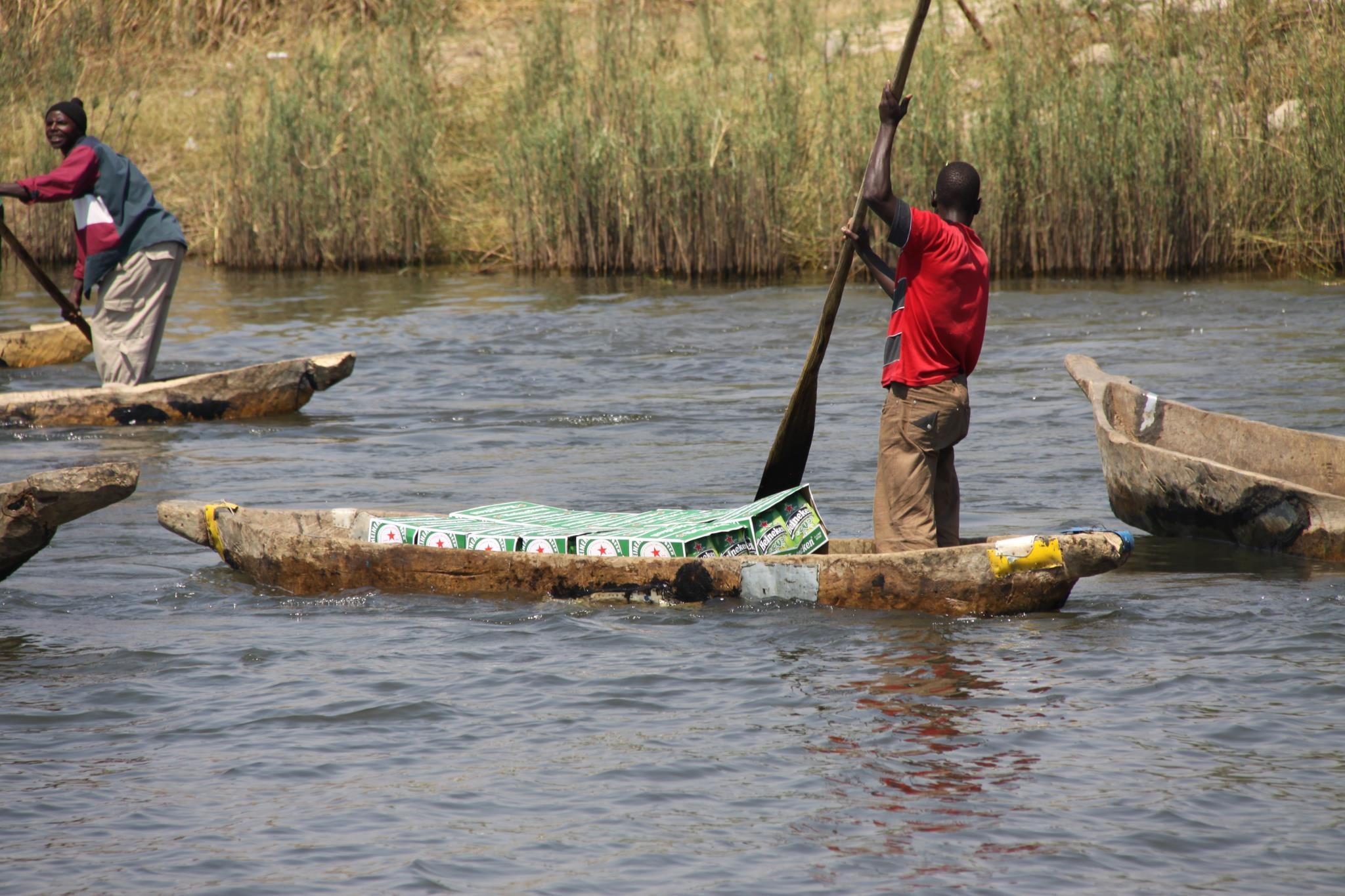
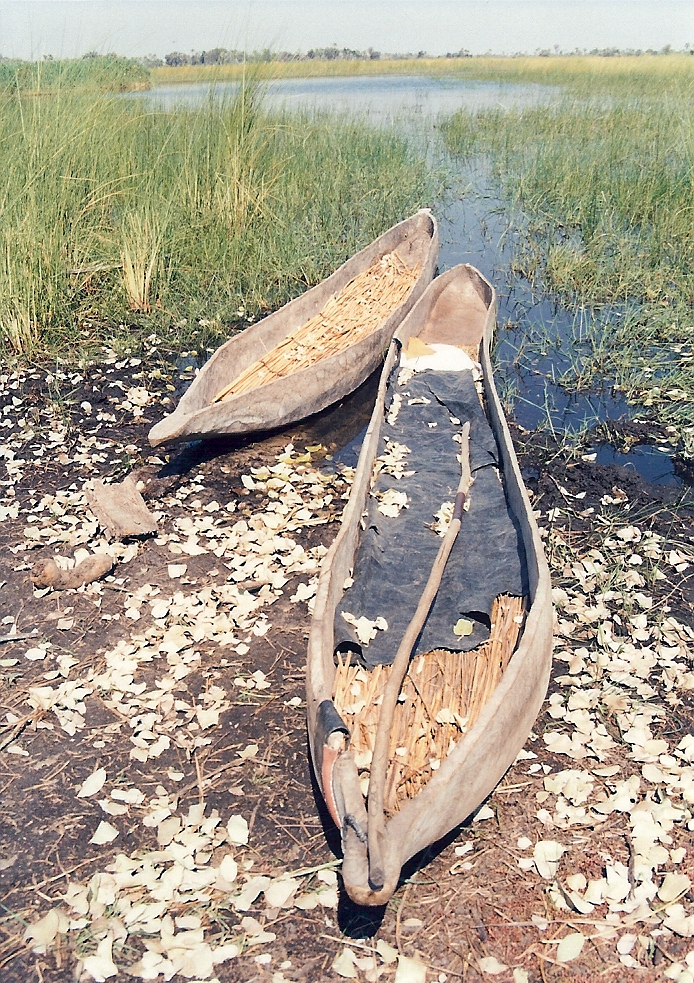
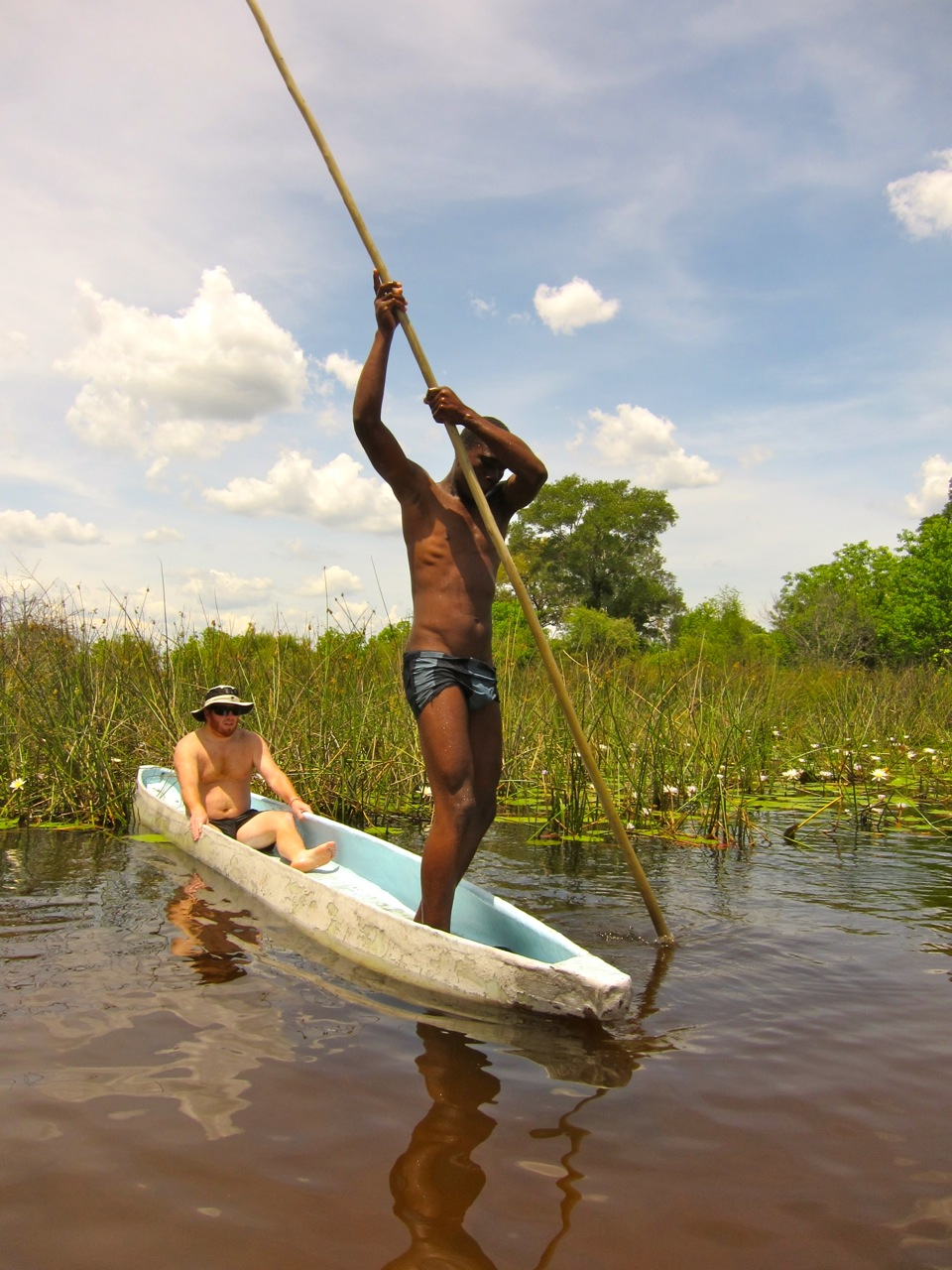
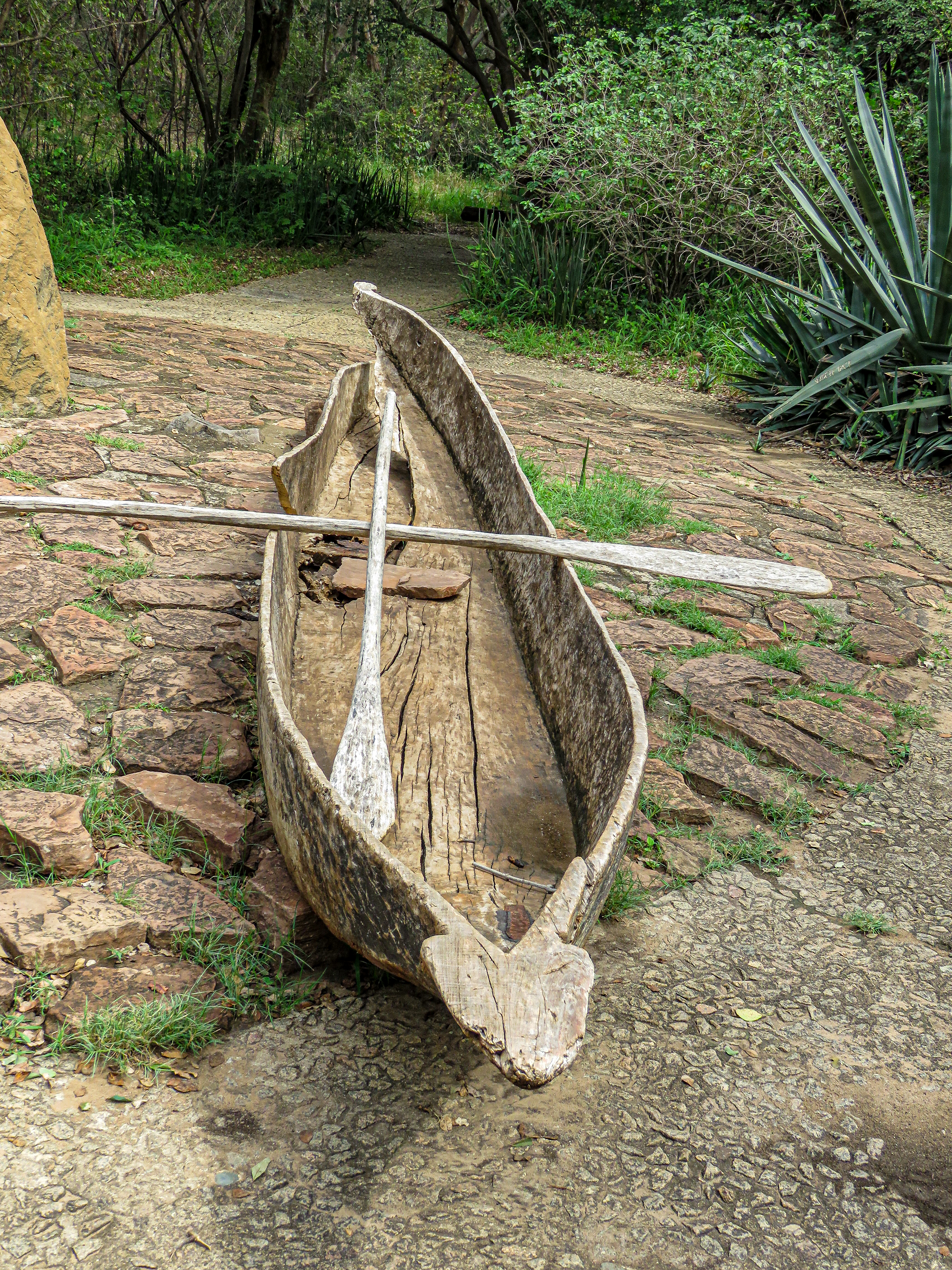
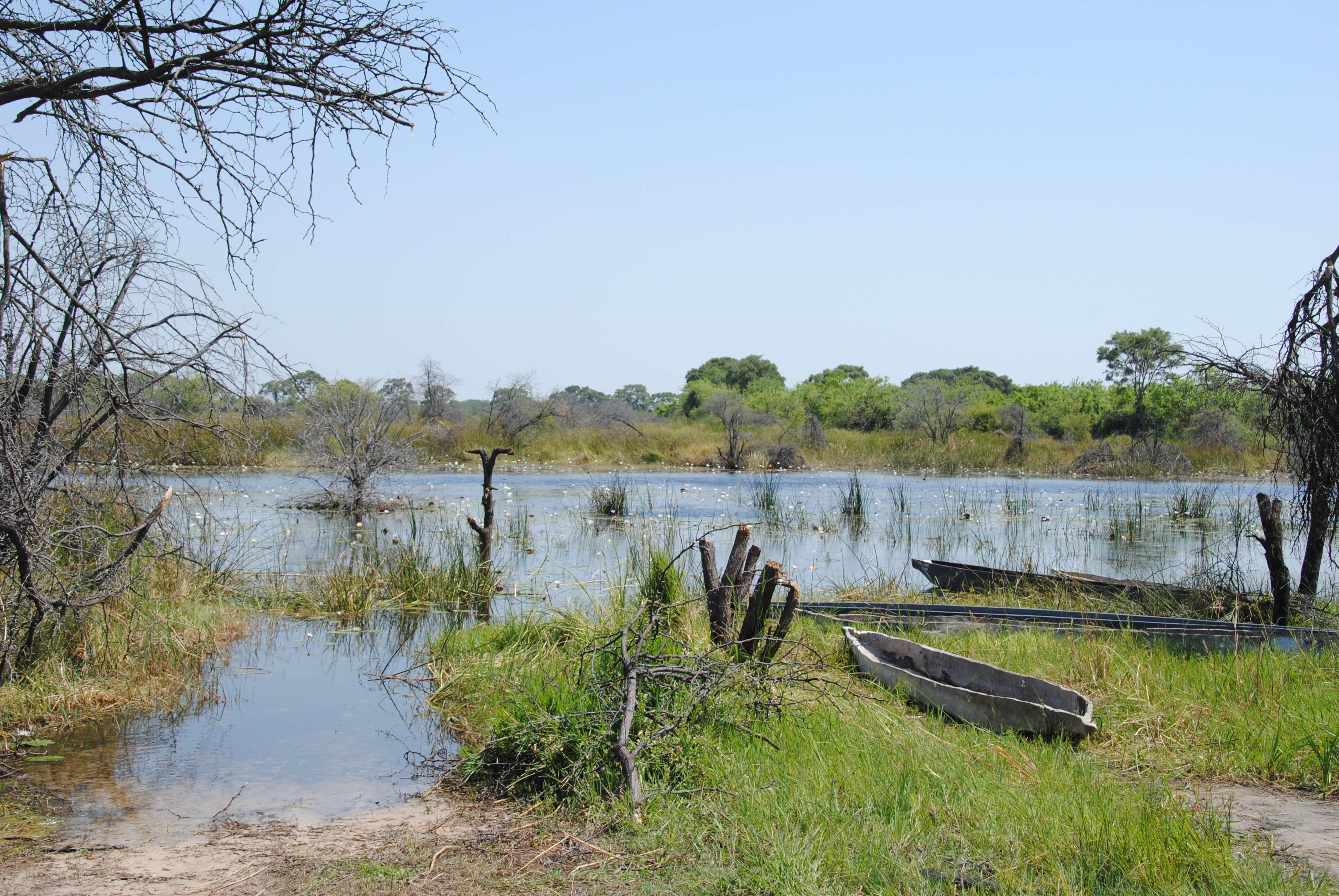
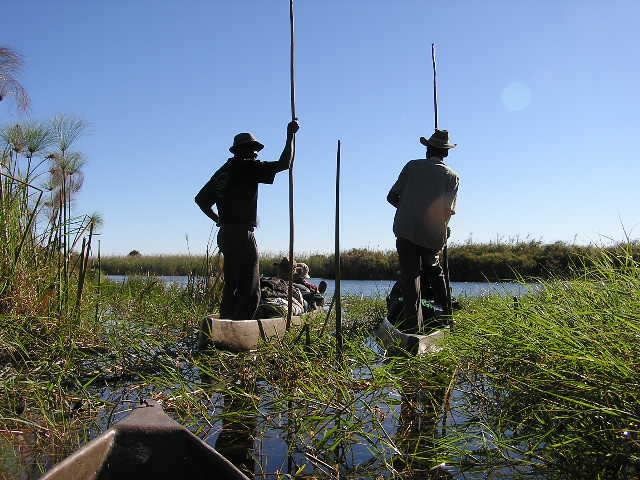
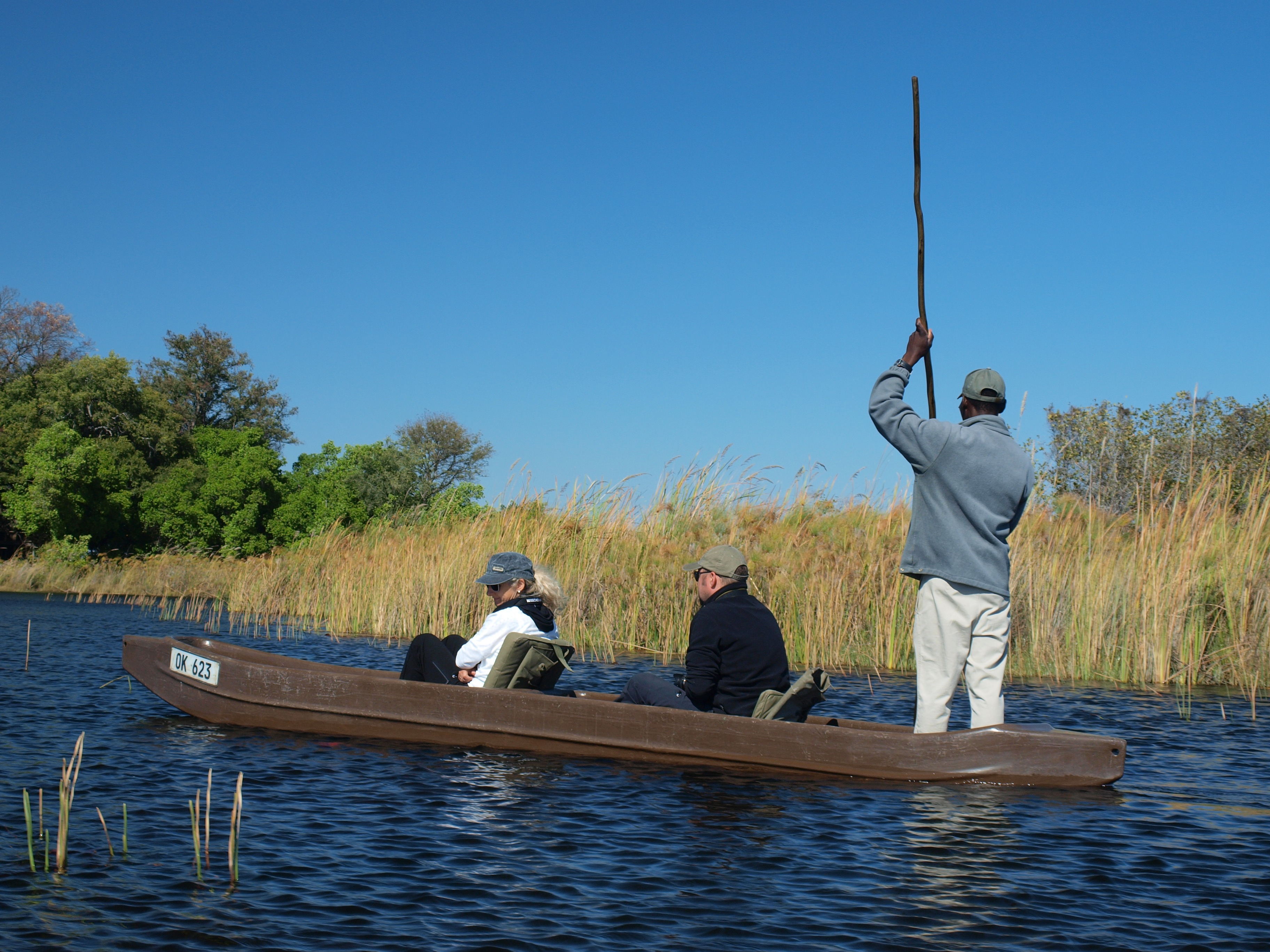

## Дивитися також
- Довбанка
- Каное
- Мтумбві
- Танква